# Sonntagsrätsel
Sonntagsrätsel (bis Ende 1994 Das klingende Sonntagsrätsel) ist der Name einer Quizsendung, die seit dem 7. März 1965 im Hörfunk ausgestrahlt wird. Sie läuft sonntags um 9:30 Uhr im Programm von Deutschlandfunk Kultur. Die Sendung wurde von Hans Rosenthal entwickelt und von ihm nach der Erstsendung viele Jahre im Programm des Berliner Rundfunksenders RIAS moderiert.

## Konzeption
In der Sendung gilt es, ein sechs bis sieben Buchstaben langes Lösungswort herauszufinden, das sich aus den Antworten auf Fragen zu (in den allermeisten Fällen) sechs gespielten Musikstücken ergibt. Der musikalische Bogen spannt sich dabei von Evergreen, Chanson und Volkslied über Oper und Operette zu Dixieland-Jazz und Popmusik. Erkennungsmelodie der Sendung ist der Titel „Around the World“ aus dem Film In 80 Tagen um die Welt (1956), komponiert von Victor Young und eingespielt vom Orchester Mantovani.
Seit dem 19. Mai 2013 können die Fragen des Sonntagsrätsels auch online nachgelesen werden.

## Geschichte

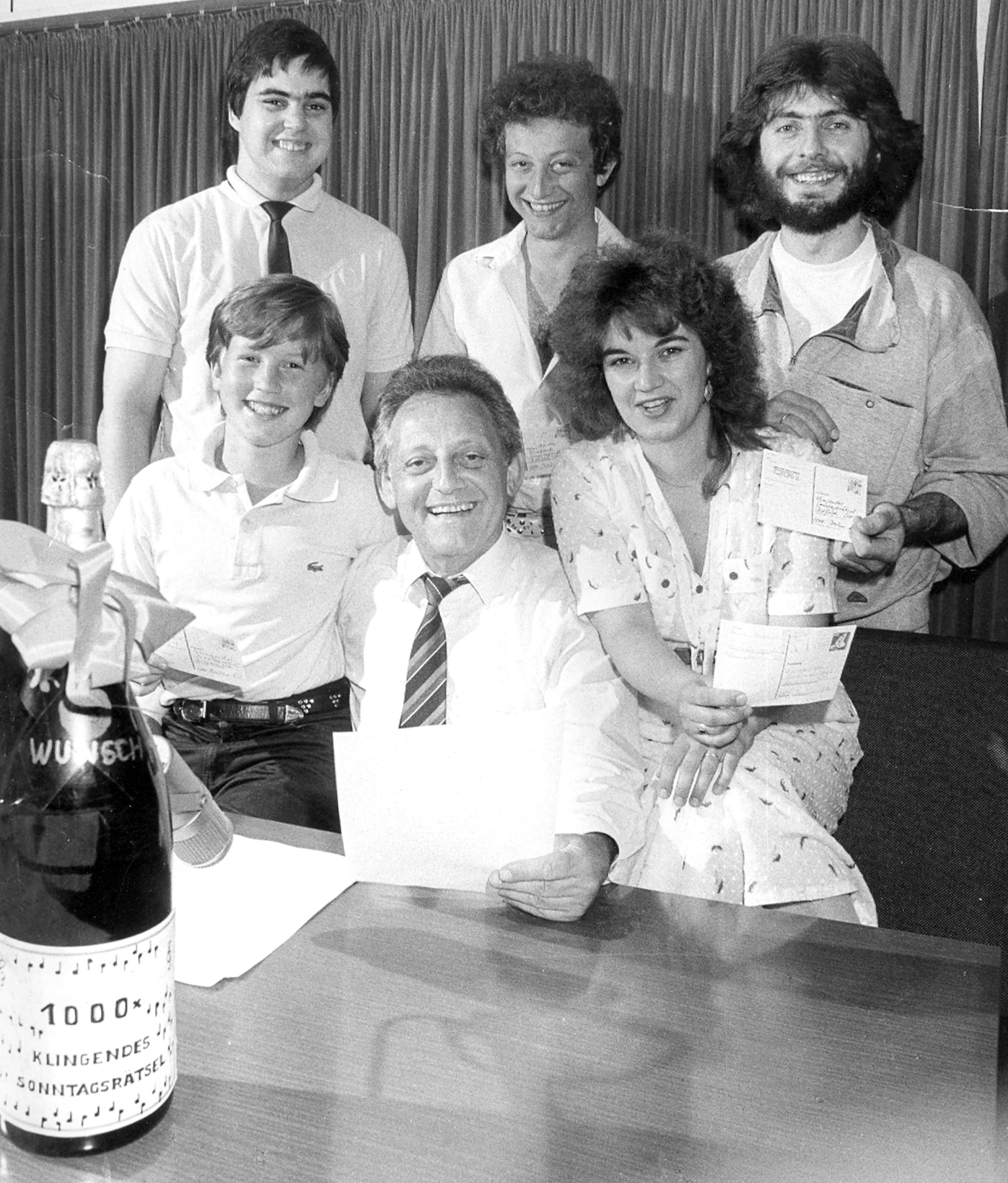
Hans Rosenthal mit „Sonntagsrätselkindern“ anlässlich der 1000. Sendung Das klingende Sonntagsrätsel

Das Sonntagsrätsel wurde von Hans Rosenthal entwickelt und von ihm nach der Erstsendung am 7. März 1965 viele Jahre unter dem Titel Das klingende Sonntagsrätsel im Programm des Berliner Rundfunksenders RIAS moderiert. Zunächst war die Ausstrahlung der Sendung nur für eine kurze Zeit vorgesehen, um anhand der Antwortbriefe die Anzahl der RIAS-Hörer in der DDR feststellen zu können. Obwohl das Ministerium für Staatssicherheit zahlreiche Schreiben abfing, gelangten tausende Antwortschreiben an eine der RIAS-Deckadressen (z. B. „Michaela Wegner, Berlin“). Wegen der starken Hörerresonanz avancierte die Sendung zu einer festen Größe beim RIAS und blieb im Programm. 1971 waren von knapp 600.000 an den RIAS adressierten Schreiben 512.000 an das Klingende Sonntagsrätsel adressiert, davon mehr als 15.000 aus der DDR. Einige Jahre lang wurde das sonntägliche Quiz ebenfalls auf der Europawelle Saar des Saarländischen Rundfunks gesendet.
Moderiert von Heinz Eckner und unter der Regie von Hans Rosenthal wurde in den Jahren 1981/1982 eine Fernsehfassung der erfolgreichen Ratesendung unter dem Titel Ein Wort aus Musik im Vorabendprogramm des ZDF ausgestrahlt. Mit 1.117.101 Zuschriften zu Sendungen der Reihe erhielt das ZDF 1981 eine größere Resonanz als zu Musik ist Trumpf (402.158 Zuschriften) und zugleich die meiste Zuschauerpost in diesem Jahr.
Nach Hans Rosenthals Tod übernahm dessen bisheriger Assistent und Redakteur der Sendung Christian Bienert im Februar 1987 die Moderation des Sonntagsrätsels.
Durch illegale Konfiszierungen versuchten die DDR-Behörden lange Jahre, den Zustrom an Zuschriften für diese Sendungen zu limitieren oder ganz zu unterbinden. Im Jahre 2001 erhielt Christian Bienert durch die damalige Gauck-Behörde zwei große Metallkoffer mit nicht zugestellter Post übergeben. Als im Zuge der politischen Wende diese staatlichen Kontrollen minimiert wurden, schnellte die Zahl der Zuschriften aus der DDR entsprechend in die Höhe. Waren es im September 1989 noch 500, so stieg die Zahl der Zuschriften im November auf 40.000 an und im Dezember auf 54.000. Im Januar 1990 erreichten den Sender rund 155.000 Zuschriften insgesamt, davon kamen 126.000 aus der DDR. Im März 1990 stammten von den 355.000 Briefen und Karten allein 330.000 Zuschriften allein aus dem Osten Deutschlands, die neben dem Lösungswort oft auch kleinere Geschichten enthielten. Bis heute erhält die Redaktion des Sonntagsrätsels Woche für Woche bis zu 2.000 Zuschriften, aus denen der Moderator regelmäßig zitiert.
Nach der Fusion von Deutschlandfunk, DS Kultur und RIAS zum Deutschlandradio wurde die Sendung im Programm von DeutschlandRadio Berlin und später von Deutschlandradio Kultur, dem heutigen Deutschlandfunk Kultur, weitergeführt. Die zweitausendste Sendung wurde am 14. August 2005 ausgestrahlt. Christian Bienert moderierte sie mehr als 1.300 Wochen lang, bis Ende 2012. Am 6. Januar 2013 wurde Uwe Wohlmacher dessen Nachfolger. Er moderierte die Sendung bis zum 28. Mai 2017, als er unerwartet mitteilte, dies sei seine letzte Folge. Am 4. Juni 2017 stellte Wohlmacher zu Beginn der Folge 2601 seinen Nachfolger Ralf Bei der Kellen vor. Bei dieser Gelegenheit erwähnte er, Werner Hass sei der erste Moderator des Sonntagsrätsels gewesen. Damit wäre Bei der Kellen der fünfte Moderator der Sendung in 52 Jahren. In der Sendung am 11. März 2018 berichtete Bei der Kellen von Recherchen im Deutschen Rundfunkarchiv, bei denen Programmfahnen des RIAS 2 vom 7. März 1965 gefunden wurden. Danach stammte „Das klingende Sonntagsrätsel“ von Werner Hass, die erste Sendung wurde aber schon von Hans Rosenthal moderiert.

## Moderatoren
Von 1965 bis 11. Januar 1987, dem Ausstrahlungstag der 1071. Folge, wurde die Sendung von Hans Rosenthal moderiert.
Von Februar 1987 bis 30. Dezember 2012 war Christian Bienert der Moderator.
Uwe Wohlmacher folgte Bienert am 6. Januar 2013 mit der 2372. Folge. Wohlmacher hatte bereits seit 2010 vertretungsweise im Sommer die Rätselfragen gestellt. Er moderierte sein letztes Sonntagsrätsel am 28. Mai 2017.
Am 4. Juni 2017, mit der 2601. Folge, übernahm Ralf Bei der Kellen die Moderation.